# Forest-sur-Marque
Forest-sur-Marque è un comune francese di 1 480 abitanti situato nel dipartimento del Nord nella regione dell'Alta Francia.

## Società

### Evoluzione demografica
Abitanti censiti